# ورد ترانسيلفاني
ورد ترانسيلفاني (الاسم العلمي:Rosa transsilvanica) هو نوع من النباتات يتبع جنس الورد من الفصيلة الوردية. سمي هذا النوع نسبةً إلى إقليم ترانسيلفانيا في رومانيا.